# 최정호 (성우)
최정호(1972년 11월 13일~)는 대한민국의 남자 성우이다. 2000년 KBS에 입사했으며, KBS 28기이다. 한국방송 성우극회 소속이다.

## 출연작품

### TV 애니메이션
- 볼츠와 블립(KBS) - 볼츠
- 멋지다 코니(재능TV) - 코니
- 말괄량이 삼총사(KBS)
- 마스크맨(KBS) - 레드콘 / 비트맨 / 닌자맨
- 용의 전설 드래곤 부스터(KBS) - 레이저 2
- 원피스(KBS) - Mr.11
- 꾸루꾸루와 친구들(KBS) - 핀핀
- 쁘띠쁘띠 뮤즈(KBS) - 미스터리남 / 조만금 / 우주
- 삼국쥐전(KBS)
- 메타제트(KBS) - 블랙 클라우드 기술사관 / 노아
- 구름빵(KBS) - 아빠
- 마법전사 라이너(KBS) - 루실
- 키오카(KBS) - 밥
- 디그레이맨(애니맥스) - 데비트 / 저스데비
- 택틱스(애니맥스) - 마을남자1
- 데스노트(애니원) - 로이 / 의사
- 조이드 신세기 슬래시 제로(대원방송) - 이가
- 조이드 제네시스(대원방송) - 롱 맨건 / 라지
- 극상학생회(챔프) - 이와자쿠라 류헤이타 / 해설
- 헌터 × 헌터(애니원) - 토치노 / 병든 개 / 빈
- 라제폰(챔프) - 요헤 / 리쿠도
- 갓슈벨(챔프) - 대니
- 레미제라블 소녀 코제트(애니원) - 콩브페르
- 키바(애니원) - 게일
- 쌍둥이 맑음(카툰네트워크) - 알랭
- 중2병이라도 사랑이 하고 싶어(애니맥스) - 해설
- 테니스의 왕자(투니버스) - 아쿠츠
- 터닝메카드 시리즈 (KBS) - 우르스
- 토리코(카툰네트워크) - 랩
- 명탐정 코난(애니맥스) - 주남호
- 마기(카툰네트워크) - 이사크 / 즈루무드
- 검정고무신(KBS) - 땡구(4기)
- 디지몬 크로스워즈(대원방송) - 텐타몬

### 극장판 애니메이션
- 스타체이서(KBS) - 남자2
- 렛츠 댄스(KBS) - 성훈 친구2
- 용이가 간다(KBS) - 영호 / 무전병 / 그림자

### 특수촬영 드라마
- 가면라이더 블레이드(대원방송) - 다카하라

### 외화

#### 드라마
- 삼총사 시즌 1~2 (KBS) - 포르토스 (하워드 찰스)
- 삼국지 (KBS)  - 조비 (우빈) / 채모
- 초한지 (KBS) -  호해 (우빈) / 장량 (궈청)
- 스캔들 (KBS) - 헉 (길레르모 디아즈) / 빌리
- 프라이미벌 시즌 1,3(KBS) - 탐(제이크 커랜), 베커(벤 맨스필드)
- 전쟁과 평화(KBS) - 아나톨리(칼럼 터너) / 제니소프(토마스 아놀드) / 쿠투조프의 부관(마이클 앱)
- 리썰 웨폰(KBS) - 조(친 한)
- 닥터 후 (KBS) - 경찰관(션 칼센,시즌 2) / 피치(그렌 스페어스,시즌 10)
- 스타는 괴로워 (KBS)

#### 영화
- 엑시스텐즈(KBS) - 닥터
- 머시니스트(KBS) - 곤잘레스(페란 라호즈)
- 102마리 달마시안(KBS)
- 영광의 대가(KBS) - 자니
- 존 말코비치 되기(KBS) - 숀 펜(숀 펜)
- 도니 다코(KBS) - 프랭크(제임스 듀발)
- 라스트 캐슬(KBS) - 엔리케즈(마이클 이어비)
- 쥬라기 공원 2(KBS) - 에이제이(하비 존슨)
- 하루, 48시간(KBS) - 베르트랑(마끄 리오폴)
- 트랜스포머(KBS) - 범블비(마크 라이언)
  - 트랜스포머2(KBS) - 범블비(마크 라이언) / 머드플랩(톰 케니)
- 카운터피터(KBS) - 질린스키(안드레아스 슈미트)
- 킬러들의 도시(KBS) - 에릭(제레미 르니에르)
- 엽문(KBS) - 무치림(행우)
- 윌리엄과 케이트의 러브스토리(KBS) - 드레버(테오 크로스)
- 적인걸: 측천무후의 비밀(KBS) -왕야의 시종(서남)
- 포인트 블랭크(KBS) - 마르세르(피에르 베노이스트) / 리체르트(닉키 노드) / 의사(빈센트 콜롬보)
- 인 어 베러 월드(KBS) - 나지브(윌 존슨)
- 엽문 2(KBS) - 정위기(두우항)
- 조조: 황제의 반란(KBS) - 조비(구심지)
- 보이스 앤 걸스(KBS)
- 더 원(KBS) - 의사(조엘 스토퍼) / 죄수(테디 레인 주니어)
- 식스티 세컨즈(KBS) - 흑인(안소니 보스웰)
- 라이딩 위드 보이즈(KBS)
- 남자의 세계(KBS)
- 마운틴 패트롤(KBS) - 다와
- 밀리언즈(KBS)
- 블라인드 가이(KBS) - 아르빈드의 아버지(오시 메이르)
- 착신아리 파이널(KBS) - 학생(이시다 유타)
- 박사가 사랑한 수식(KBS) - 학생(카야시마 나루미)
- 제 17 포로 수용소(KBS) - 럼디(로버트 사로리)
- 고야의 유령(KBS) - 이네스의 오빠(페르난도 티엘브) / 교회 신도 / 프랑스 군인
- 아이 로봇(KBS) - 수사관(제리 웨저먼) / 광고 방송
- 언더 더 쎄임문(KBS)
- 링컨 차를 타는 변호사(KBS) - 재판장(레기 파커) / 죄수
- 콘택트(KBS) - 테러범(제이크 부시) / 래리 킹(본인)
- 톡 투 미(KBS)
- 그림 형제: 마르바덴 숲의 전설(KBS) - 샤샤의 아빠(잔 웅어)
- 영광의 아이들(KBS) - 이미 악스(타마스 케레스테시)
- 분노의 질주: 더 오리지널(KBS) - 캄포스 (존 오티즈)
- 브라더스(KBS) - 통역
- 버추얼 웨폰(KBS) -  강도(강부강) / 경비원
- 스포트라이트(KBS) - 매트(브라이언 다시 제임스)
- 미션 임파서블: 폴아웃(KBS) - 솔로몬 레인(숀 해리스)

### 내레이션
- 세상의 모든 다큐 (KBS) 순록 유목민의 북극 횡단기
- 세상의 모든 다큐 (KBS) 아름다운 다리, 아름다운 도전

### 방송
- 아인슈타인의 위대한 발견(KBS)

### 라디오 드라마
라디오 여행기 (KBS 3라디오)
- 2012.05.24 ~ 2012.06.22 전영우 <비우고 채우는 즐거움, 절집 숲> (낭독)

라디오 극장 (KBS 한민족 방송)
- 2005.08.01 ~ 2005.08.31 고영훈 <청초 우거진 골에> (삼돌)
- 2007.07.01 ~ 2007.07.31 송정림 <당신의 뒷모습> (서현수)
- 2014.06.01 ~ 2014.06.30 김대현 <홍도> (자치기)

라디오 독서실 (KBS 2라디오)
- 2000.03.12 정규웅 <글동네에서 생긴 일>
- 2000.04.30 김연수 <스무살>
- 2000.05.07 정호승 <연인>
- 2000.05.28 배수아 <징계위원회>
- 2000.07.09 이문구 <장곡리 고욤나무>
- 2000.08.27 조앤 롤링 <해리 포터와 마법사의 돌>
- 2000.10.01 하성란 <삿뽀르 여인숙>
- 2000.10.08 이지형 <망하거나 죽지 않고 살 수 있겠니>
- 2000.11.05 김종광 <경찰서여 안녕>
- 2000.11.19 이순원 <첫사랑>
- 2000.11.26 한창훈 <춘희> (소장)
- 2000.12.17 차현숙 <아령>
- 2000.12.31 구리 료헤이 <우동 한 그릇>
- 2001.02.18 이병천 <검은 달 흰 구름> (원장)
- 2001.03.18 김인숙 <브라스밴드를 기다리며>
- 2001.04.08 송혜근 <이태리 요리를 먹는 여자>
- 2001.04.22 김연수 <굳빠이, 이상> (청년)
- 2001.05.13 이만교 <머꼬네 집에 놀러올래>
- 2001.05.27 김주영 <거울 속 여행> (형사)
- 2001.06.03 오성찬 <세한도>
- 2001.07.01 이용범 <11번째 사과나무>
- 2001.07.15 공지영 <우리는 어디로 와서 어디로 가는가>
- 2001.07.22 성석제 <쾌활 냇가의 명랑한 곗날>
- 2001.08.12 박범신 <외등>
- 2001.09.30 이채형 <먼산 속에서> (재종형)
- 2001.10.07 전경린 <난 유리로 만든 배를 타고 낯선 바다를 떠도네>
- 2001.11.04 김  훈 <칼의 노래>
- 2002.01.06 권정현 <수>
- 2002.03.03 우애령 <당진 김씨> (의사)
- 2002.04.21 윤영수 <이인소극> (용훈)
- 2002.05.12 하성란 <파리> (남자)
- 2002.06.02 정길연 <그 여자, 무희> (제현)
- 2002.06.09 이원규 <강물은 바람을 안고 운다> (조경호)
- 2002.06.23 문순태 <정읍사, 그 천년의 기다림> (해장)
- 2002.08.18 정미경 <장밋빛 인생> (국장)
- 2002.09.01 허경진 <허균 평전>
- 2002.09.15 마르셀 에메 <벽으로 드나드는 남자> (장 폴)
- 2002.11.03 공선옥 <그것은 인생> (취객)
- 2004.09.12 오은희 <달고나> (세우)
- 2004.11.07 윤정환 <짬뽕> (백만식)
- 2004.12.12 김종관 <서점 네 시> (대규)
- 2005.09.18 김연수 <기억할 만한 지나침> (벨보이)
- 2005.12.18 이철환 <행복한 고물상> (해설)
- 2008.03.16 우애령 <아직도 사랑하는가> (영현)
- 2009.05.24 안도현 <연어> (은빛연어)
- 2010.05.02 이장욱 <변희봉> (만기)
- 2011.08.28 염승숙 <노 웨어 맨> (장공수)
- 2014.03.23 편혜영 <몬순> (관장)

KBS 무대 (KBS 한민족 방송)
- 2000.03.12 피자 그리고 블루마운틴
- 2000.04.23 원 스트라이크 원볼 (강코치)
- 2000.05.14 황금 노을
- 2000.07.23 새의 눈물
- 2000.07.30 왕태규씨의 용궁탈출기
- 2001.03.18 피노키오의 눈물
- 2001.04.01 K의 꿈
- 2001.05.20 홍서
- 2001.06.10 새터장날 (양우)
- 2001.07.15 아버지의 나라 (소년병)
- 2001.07.29 멍에
- 2001.08.12 전포선생을 찾아서 (구마)
- 2001.09.16 귀여운 여인
- 2001.10.21 낮은 음자리 (사회자)
- 2001.11.11 어느 자서전 대필작가의 귀향 (기자)
- 2001.11.18 그 여자에게 생긴 일 (학생2)
- 2001.11.25 개를 위한 파반느
- 2001.12.16 라스팔마스 카페엔 항구가 없다 (행인1)
- 2002.01.20 강의 저쪽 (준)
- 2002.02.10 임오생(壬午生) 두 김씨 (경찰1)
- 2002.02.24 제 아내는 외출중입니다 (안내경찰관)
- 2002.05.05 영자야! 영자야! (남자)
- 2002.10.27 천생연분 (경석)
- 2002.11.24 비목어(比目魚)의 사랑 (학생1)
- 2002.12.15 최고의 향기 (직원1)
- 2003.04.06 첫사랑은 만나지 말아야한다 (불량학생1)
- 2003.04.20 봄날에 (마을사람2)
- 2003.04.27 캐스팅 (비서)
- 2004.11.28 꼬리표 삼촌 (김영민)
- 2005.05.14 와신불(臥身佛) (습득)
- 2007.03.10 지구 종말의 날 (미스터오)
- 2012.11.24 무진으로 가는 길 (종민)

판타지 특급 (KBS 2라디오)
- 2001.04.09 ~ 2001.06.30 <드래곤 라자> (남자2)

엄길청의 성공시대 (KBS 2라디오)
- 2005.07.04 ~ 2005.07.16 제45화 권동칠, 토종 등산화에 날개를 달다 (이상도)

라디오 북카페 (SBS러브FM)
- 2012.05.21 ~ 2012.06.01 세르반테스 <돈키호테> (돈 페르난도)